# Лунъян
Лунъя́н (кит. упр. 隆阳, пиньинь Lóngyáng) — район городского подчинения городского округа Баошань провинции Юньнань (КНР).

## История
После завоевания государства Дали монголами и вхождения этих мест в состав империи Юань в этих местах в 1278 году была создана Юнчанская управа (永昌府). Во времена империи Мин в 1522 году для администрирования местности, в которой размещались власти управы, был создан уезд Баошань (保山县). После Синьхайской революции в Китае была проведена реформа структуры административного деления, в ходе которой управы были упразднены, поэтому в 1912 году Юнчанская управа была расформирована, а уезд Баошань переименован в Юнчан (永昌县). В 1913 году уезду Юнчан было возвращено название Баошань.
После вхождения провинции Юньнань в состав КНР в 1950 году был образован Специальный район Баошань (保山专区), и уезд вошёл в его состав. В 1956 году Специальный район Баошань был расформирован, и уезд перешёл в состав Дэхун-Дай-Качинского автономного округа. В 1963 году Специальный район Баошань был воссоздан, и уезд вернулся в его состав. В 1970 году Специальный район Баошань был переименован в Округ Баошань (保山地区).
Постановлением Госсовета КНР от 9 сентября 1983 года уезд Баошань был преобразован в городской уезд (保山市).
Постановлением Госсовета КНР от 30 декабря 2000 года были расформированы городской уезд Баошань и округ Баошань, и образован городской округ Баошань; территория бывшего городского уезда Баошань стала районом Лунъян в его составе.

## Административное деление
Район делится на 2 уличных комитета, 6 посёлков, 6 волостей и 4 национальные волости.